# Боблів
Бо́блів — село в Україні, у Немирівській міській громаді Вінницького району Вінницької області. Населення становить 510 осіб.

## Краєзнавча довідка
Боблів розташований в 45 км на південь від обласного центру м. Вінниці та в 10 км на північ від центру громади м. Немирова. Найближча від Боблова станція — Фердинандівка. Чотири рази на тиждень станом на весну 2019 року курсує поїзд Вінниця-Гайворон.
Село розкинулось серед роздолля ланів, духмяних садів Поділля. Чарівною окрасою є дзеркальна блакить кількох ставків, які є чудовим місцем відпочинку.
У селі бере початок Безіменна річка, ліва притока Усті.

## Історія
Боблів виник у XVI столітті. Село входило до складу Київської Русі, пізніше потрапило під владу Галицько-Волинського князівства. Не раз село спустошували загони кочовиків. Було село і під владою Литовсько-Польського князівства, увійшовши до Брацлавського повіту. Села були закріпачені, тому скасування кріпацтва боблівчани зустріли з радістю. Про це свідчить пам'ятник Олександру II в центрі села на честь скасування кріпацького права в 1861 році.
Революцію 7 листопада 1917 року село зустріло з надією, та землі людям не дали. У 1929 році створено ТОЗ — товариство обробітку землі, яке в 1930 році реорганізовано у колгосп. У 1932—33 роках не оминув Боблів Голодомор — національна трагедія українського народу. Голодною смертю загинуло в селі більше 600 чоловік. Вимирали цілими сім'ями. Ховали без труни, по 5-7 трупів в одну яму. З нагоди сумного ювілею голодомору встановлено великий дерев'яний хрест, де щорічно відбувається жалоба.
У центрі села був поміщицький маєток, але будівлі від нього в селі не залишилось. А за межами села, далеко у полі — ще один маєток. У центрі стояла і дерев'яна церква. Перші згадки про неї датовані 1764 роком — «Дані із метричної книги церкви села Боблів Брацлавського повіту 1764—1802 років», у яких записано дати народження дітей сіл Боблів, Головеньки і Язвинки. Піп Лука Заводовський заніс в село епідемію холери, сам від неї померши у 57 років.
Школа побудована в 1889 році, як церковно-приходська. У 1960-х роках її добудували і зробили з семирічної восьмирічну. За час існування школа випустила більше 2600 вихованців.
Під час організованого радянською владою Голодомору 1932—1933 років померло щонайменше 290 жителів села.
12 червня 2020 року, відповідно до Розпорядження Кабінету Міністрів України  № 707-р «Про визначення адміністративних центрів та затвердження територій територіальних громад Вінницької області», увійшло до складу Немирівської міської громади.
19 липня 2020 року, в результаті адміністративно-територіальної реформи та ліквідації Немирівського району, село увійшло до складу Вінницького району.